# Sarcelle soucrourou
Spatula discors
Espèce
Statut de conservation UICN

 LC  : Préoccupation mineure
La Sarcelle à ailes bleues (Spatula discors, anciennement Anas discors), connue aussi en tant que Sarcelle soucrourou  ou Canard soucrourou,  est une espèce de canards de surface de la famille des Anatidae. C'est un oiseau américain qui peut exceptionnellement être aperçu en Europe,.

## Description
Le plumage de l'espèce ressemble beaucoup à celui du Canard bridé. On la reconnaît parmi les autres Anatinae grâce à ses pattes jaunes caractéristiques. Le mâle adulte possède une tête gris-bleu avec un croissant blanc sur la joue, un corps brun clair avec une tache blanche à l'arrière et une queue noire. La femelle adulte est brune tachetée. Les deux sexes ont des miroirs verts sur les ailes et les couvertures alaires sont bleus. En vol, leurs ailes se rabattent particulièrement vite.
Cet oiseau mesure environ 41 cm de longueur pour une envergure de 60 à 64 cm et un poids de 273 à 427 g.

## Communication
Le mâle émet des sifflements qui peuvent être repris par le couple. La femelle pousse des « quack » doux et haut perchés.

## Répartition et habitat

Carte de répartition
Aire de nidification
Voie migratoire
Présent à l'année
Aire d'hivernage

Ce sont des oiseaux qui migrent en bandes vers l'Amérique centrale ou du Sud. Ils peuvent parcourir de très grandes distances y compris au-dessus de la surface des eaux.

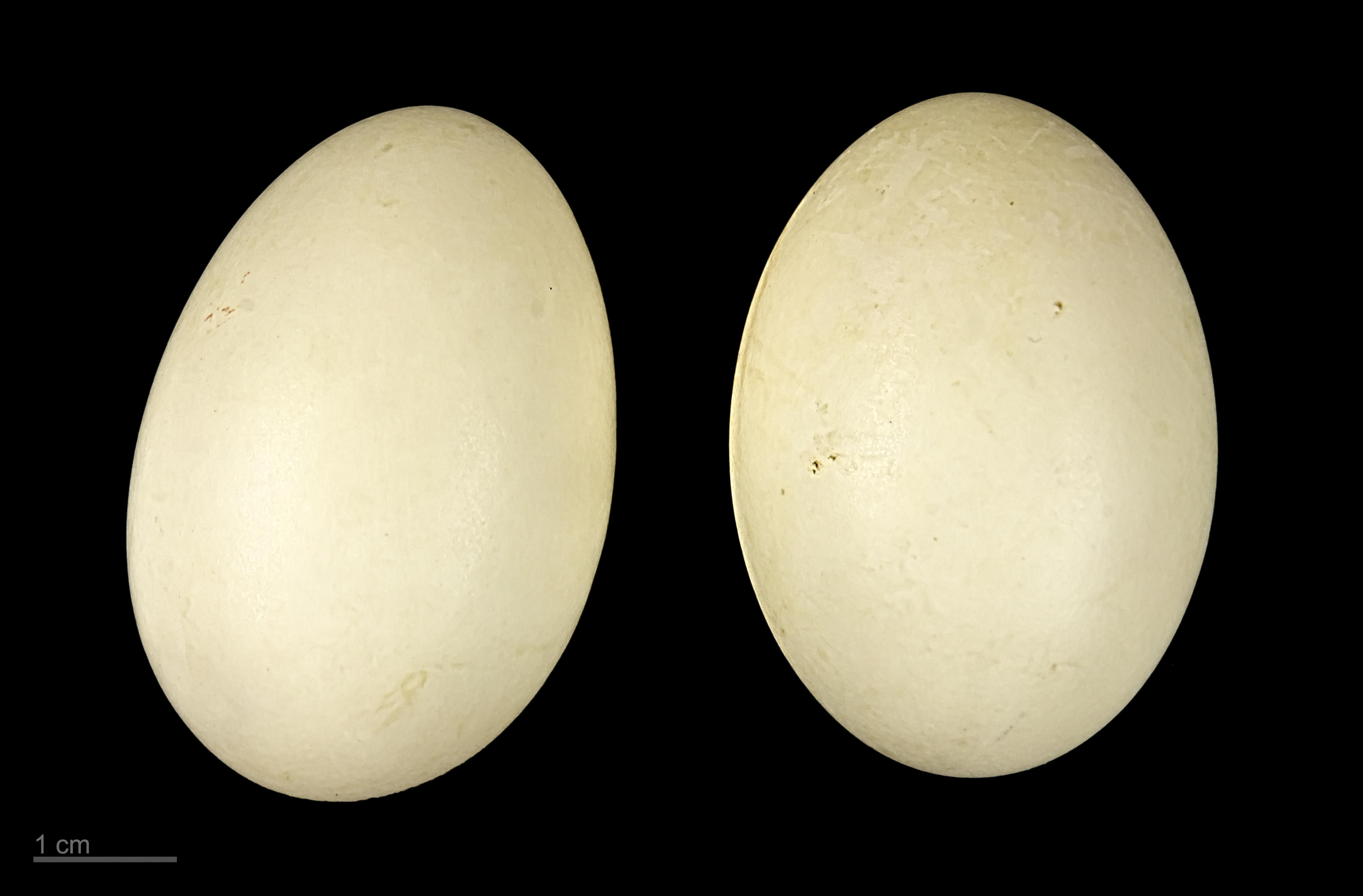
Anas discors - MHNT

Ils nichent dans les marais et les étangs de l'Amérique du Nord et du Centre. Le nid est une dépression bordée d'herbe, généralement entourée de végétation.

## Alimentation
Ces oiseaux s'alimentent en filtrant les eaux peu profondes. Ils se nourrissent principalement de végétaux, leur régime alimentaire peut inclure des mollusques et des insectes aquatiques.

## Systématique

### Taxonomie et dénomination
Georges-Louis Leclerc de Buffon utilise le terme de soucrourou pour désigner ces sarcelles, il affirme que ce terme est originaire de Guyane.

### Phylogénie
La phylogénie de l'espèce est disputée depuis longtemps. Certains auteurs[Qui ?] la pensent même autrefois proche de la sarcelle d'été. Des analyses de l'ADN de l'espèce révèlent que celui-ci est quasiment identique à celui de la sarcelle cannelle.

## Galerie

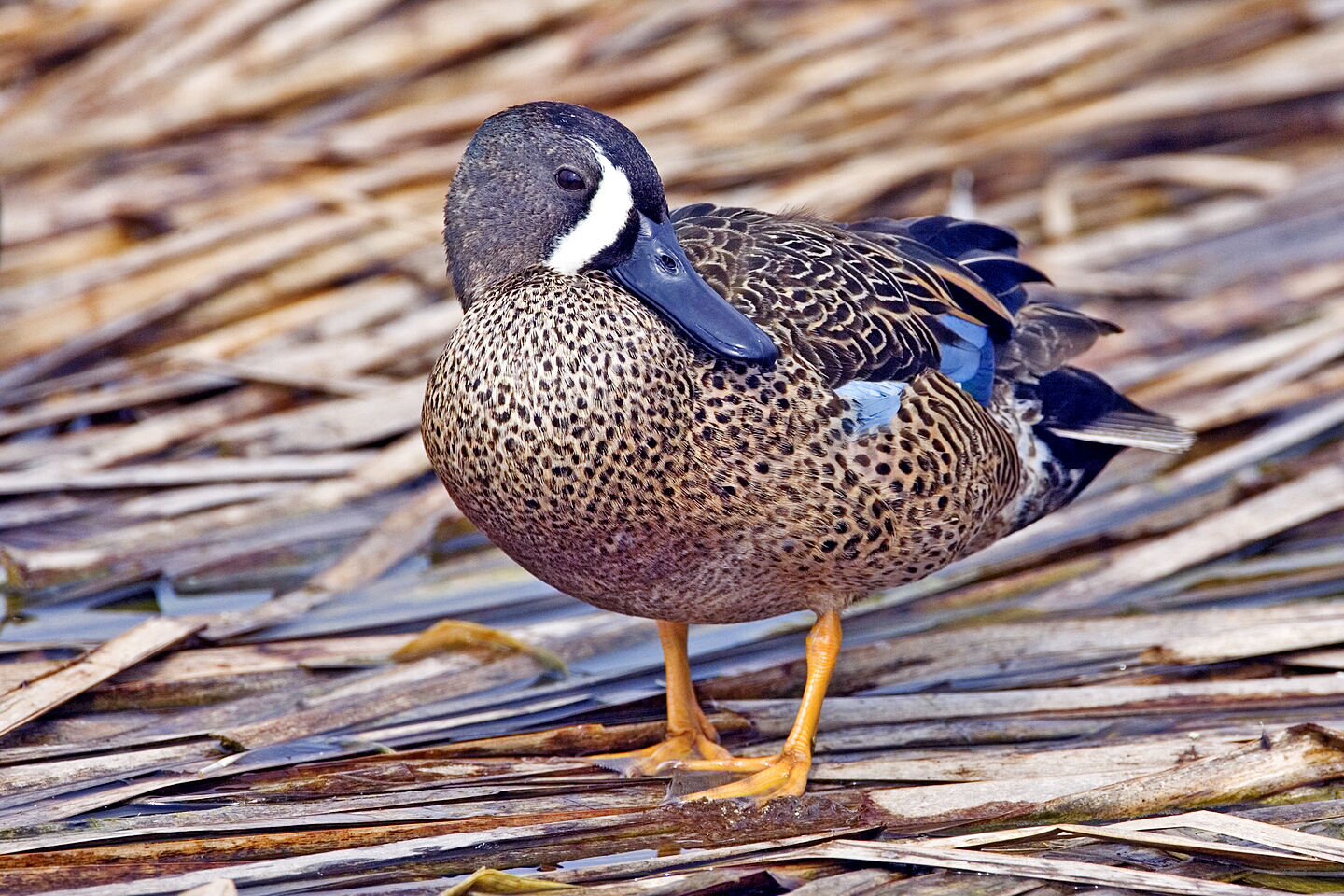
Mâle dans le Texas
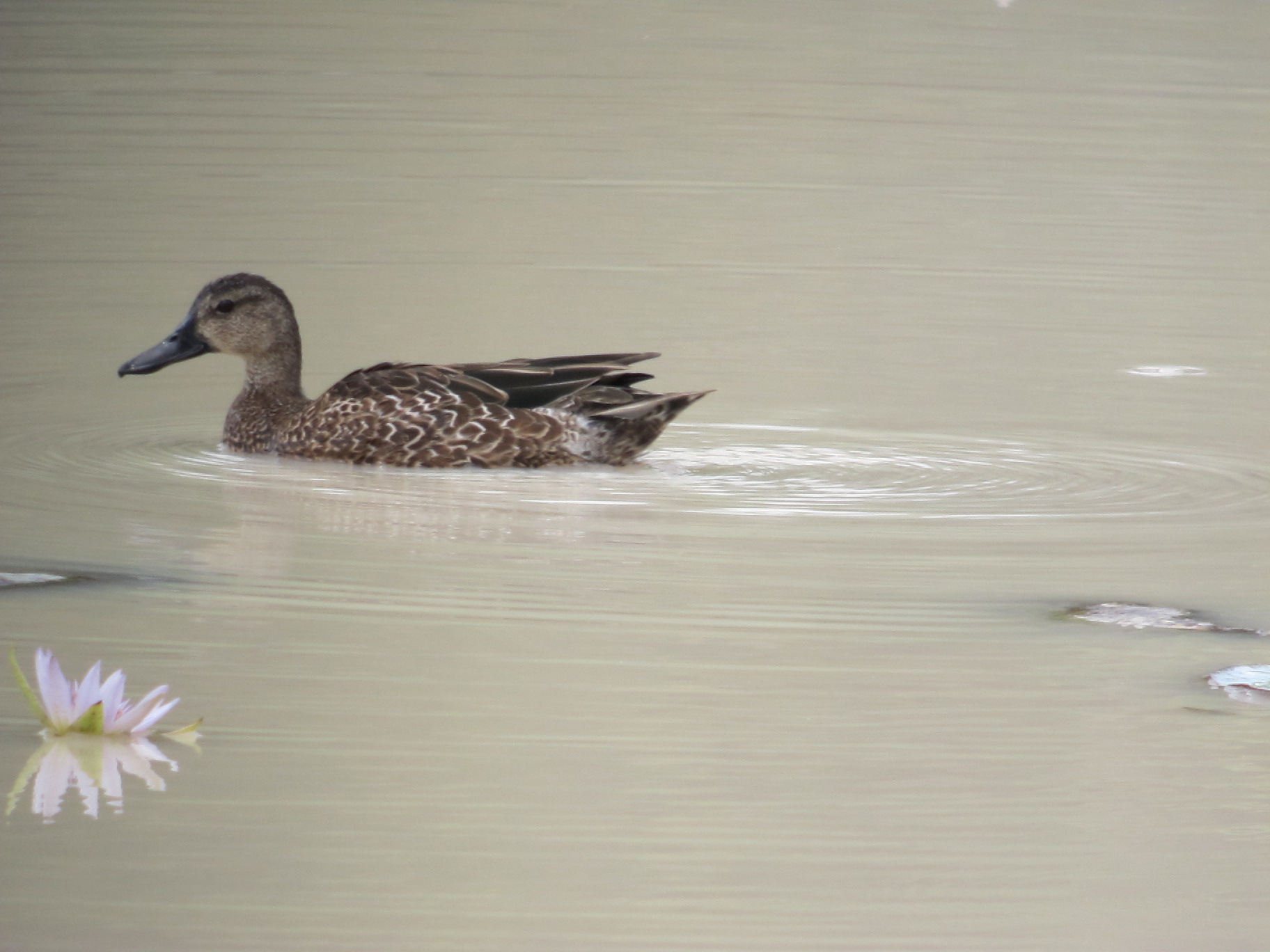
Femelle en Colombie
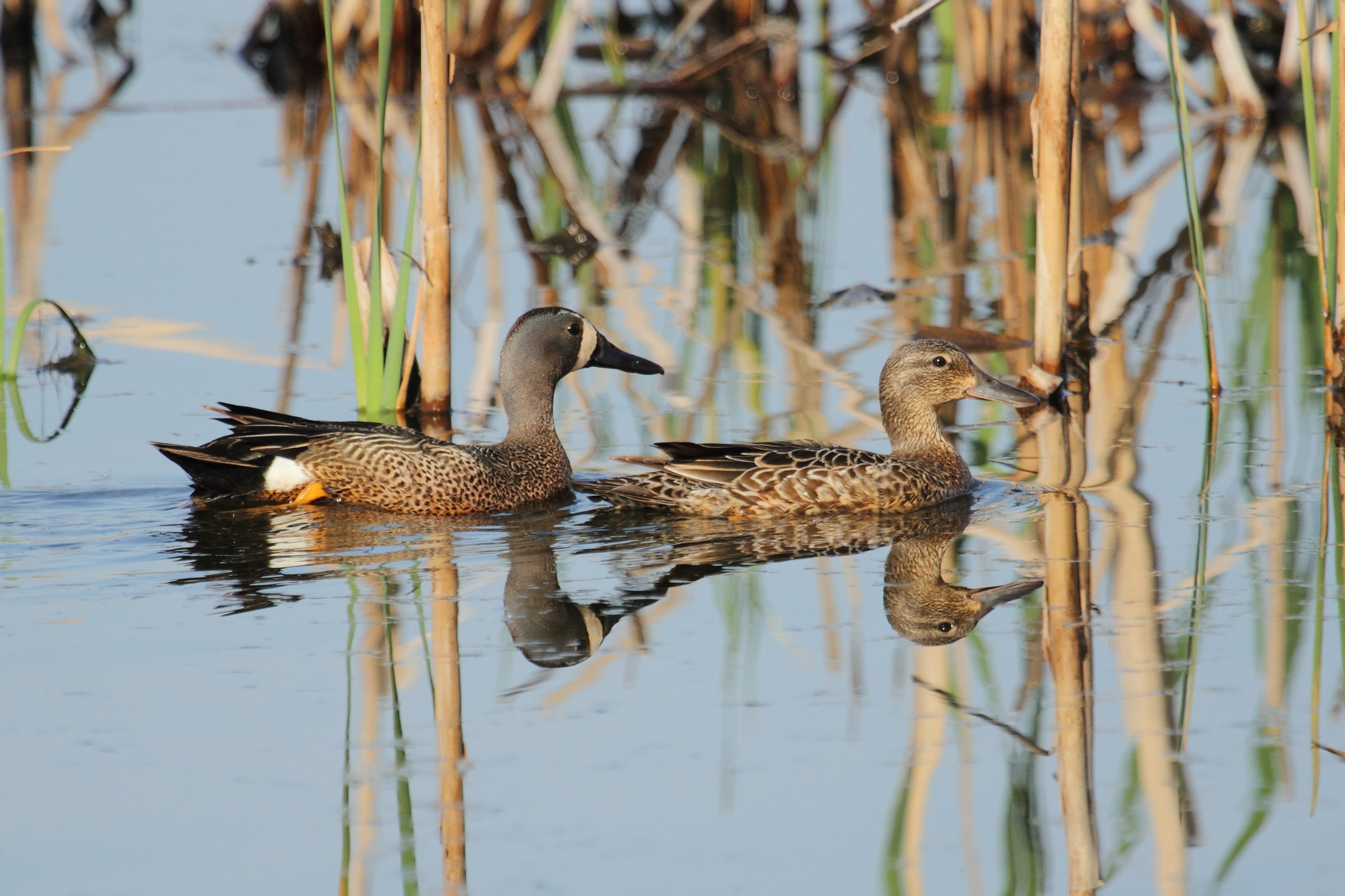
couple au Marais Léon-Provancher
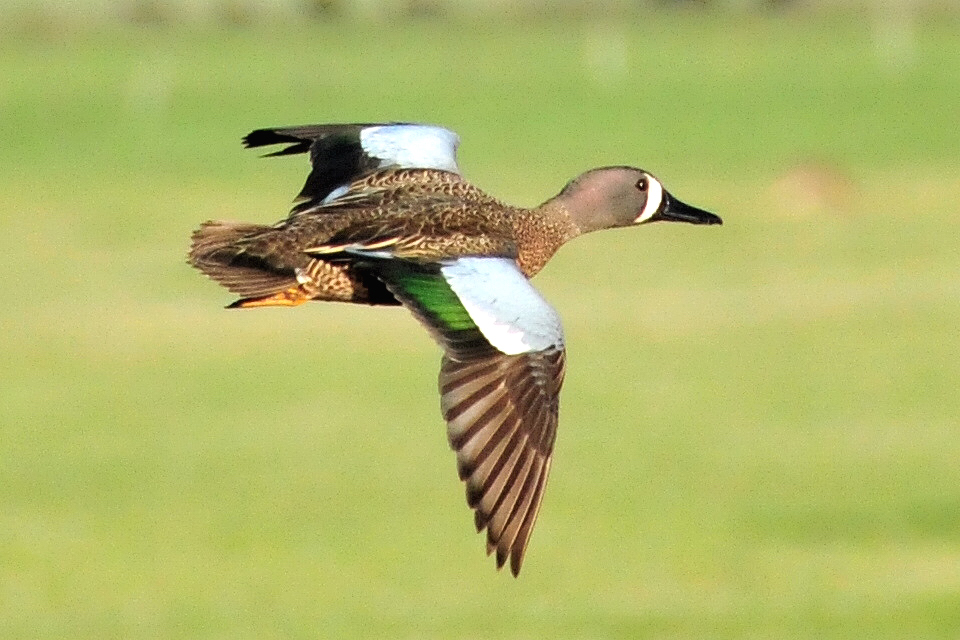
Mâle en vol dans le Dakota du Sud